# Assimilação dos Talyshes
A assimilação dos Talysh é um processo sociocultural na República do Azerbaijão (e na sua antecessora, a República Socialista Soviética do Azerbaijão da União Soviética) em que o povo Talysh deixam de se identificar como parte da comunidade étnica e cultural Talysh. A assimilação envolve a identificação com a cultura, religião, ideais nacionais ou políticos do ambiente de assimilação, ou através de casamentos mistos.

## Assimilação
A influência dos processos étnicos, principalmente o processo de assimilação natural, na evolução da composição étnica da população foi ainda maior do que no período anterior. A assimilação pelos azeris dos grupos Shahdagh, Tats, Talysh e outros contribuiu para o aumento do número absoluto de azeris e da sua participação na população total da república. Assim, no censo de 1959 e nos censos subsequentes, os Talysh nomearam o azeri como a sua língua materna, juntamente com os próprios azeris. No entanto, alguns Talysh continuaram a considerá-lo a sua língua materna. De acordo com o censo de 1897, viviam 35.219 talysh no Império Russo, e de acordo com o censo de 1926, existiam 77.039 talysh na RSS do Azerbaijão. De 1959 a 1989, os talysh não foram incluídos em nenhum censo como um grupo étnico separado, mas foram considerados parte dos turcos azeris, embora os talysh falem persa. Em 1999, o governo do Azerbaijão declarou que existiam apenas 76.800 talysh na República do Azerbaijão, mas este número é considerado inferior ao número real devido a problemas com o registo como talysh. Alguns afirmam que o número de talysh que habitam as regiões do sul do Azerbaijão é de 500.000.
Organizações internacionais como o Washington Profile, Unrepresented Nations and Peoples Organisation e a Radio Free Europe/Radio Liberty manifestaram preocupação com a detenção de Novruzali Mammadov, presidente do Talysh Cultural Center e editor do jornal "Tolyshi Sado". Foi preso e condenado a 10 anos por alta traição depois de o seu jornal ter publicado artigos alegando que o poeta Nizami Ganjavi e o líder da revolta antiárabe Bābak Khorramdin eram Talysh (não azeris, como oficialmente considerados no Azerbaijão). O relatório da "Comissão Europeia contra o Racismo e a Intolerância" (ECRI) observa que, no contexto do cultivo de sentimentos anti-arménicos no Azerbaijão, são também expressas sérias preocupações sobre a incitação ao ódio contra a minoria Talysh. A ECRI observa com preocupação os casos de abuso da lei contra membros de minorias. Por exemplo, o antigo editor do único jornal em língua talysh, Tolyshi Sado, e o activista dos direitos humanos Hilal Mammadov, foram detidos e acusados de posse de droga. Durante a sua detenção, foi espancado e sujeito a insultos étnicos. Hilal Mammadov foi detido após ter publicado um vídeo sobre a cultura talysh na internet, que foi visualizado mais de 20 milhões de vezes. Leyla Yunus descreveu a sua detenção como um exemplo de pressão sobre os representantes das minorias nacionais. Anteriormente, o antigo editor do mesmo jornal em língua talysh, Novruzalli Mammadov, foi preso e morreu na prisão.